# Psilocarphus chilensis
Psilocarphus chilensis là một loài thực vật có hoa trong họ Cúc. Loài này được (J.Rémy) A.Gray miêu tả khoa học đầu tiên năm 1886.